# Marie Allard
Pour les articles homonymes, voir Allard.
Marie Allard est une danseuse née à Marseille le 14 août 1738 et morte à Paris le 14 janvier 1802.

## Biographie
Après avoir dansé dans sa ville natale puis à Lyon, elle est engagée à la Comédie-Française en 1756 et fait ses débuts à l'Opéra de Paris en 1761, dans Zaïs de Rameau. Partenaire principale de Jean Dauberval, elle quitte l'Opéra en 1781, évincée notamment par sa rivale Marie-Madeleine Guimard.
Petite et vive, elle est surtout appréciée dans les gavottes, rigaudons et tambourins. Noverre écrit qu'elle est une « danseuse parfaite, excellente pantomime, composant elle-même ses entrées avec goût sans le secours des maîtres ». Elle s'illustre d'ailleurs dans ses ballets Médée et Jason (1770) et Les Petits Riens (1778), ainsi que dans La Chercheuse d'esprit de Maximilien Gardel (1778).
Elle était la maîtresse de Gaëtan Vestris, dont elle eut pour fils Auguste Vestris.